# Clape
Clape este un nume generic pentru instrumentele muzicale cu claviatură.

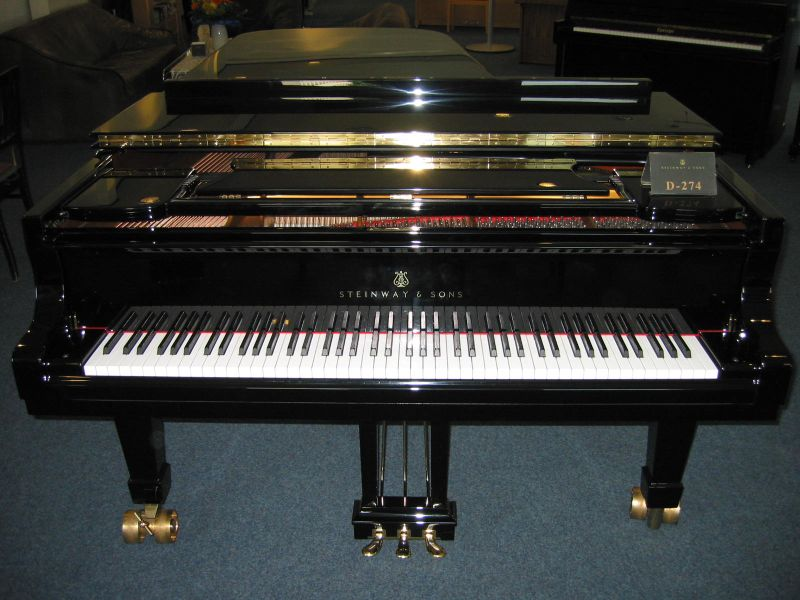
Pian

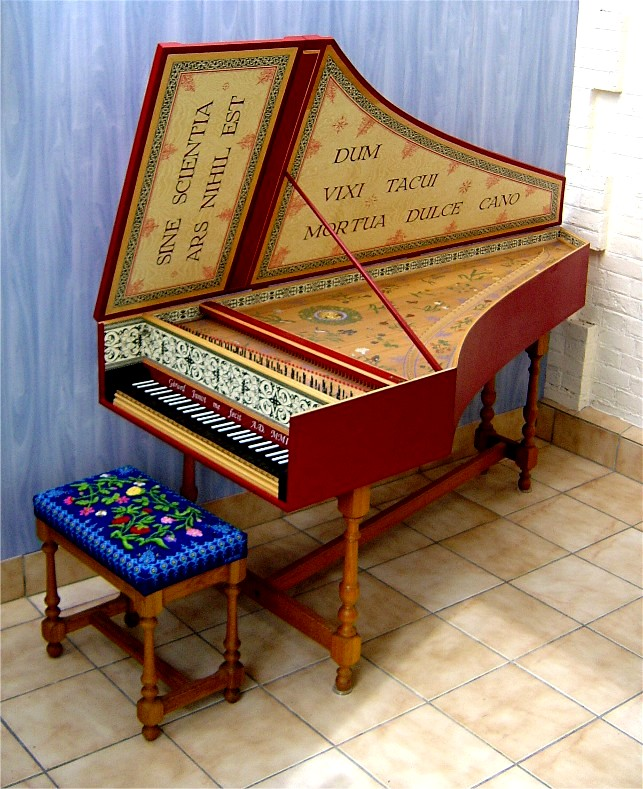
Clavecin

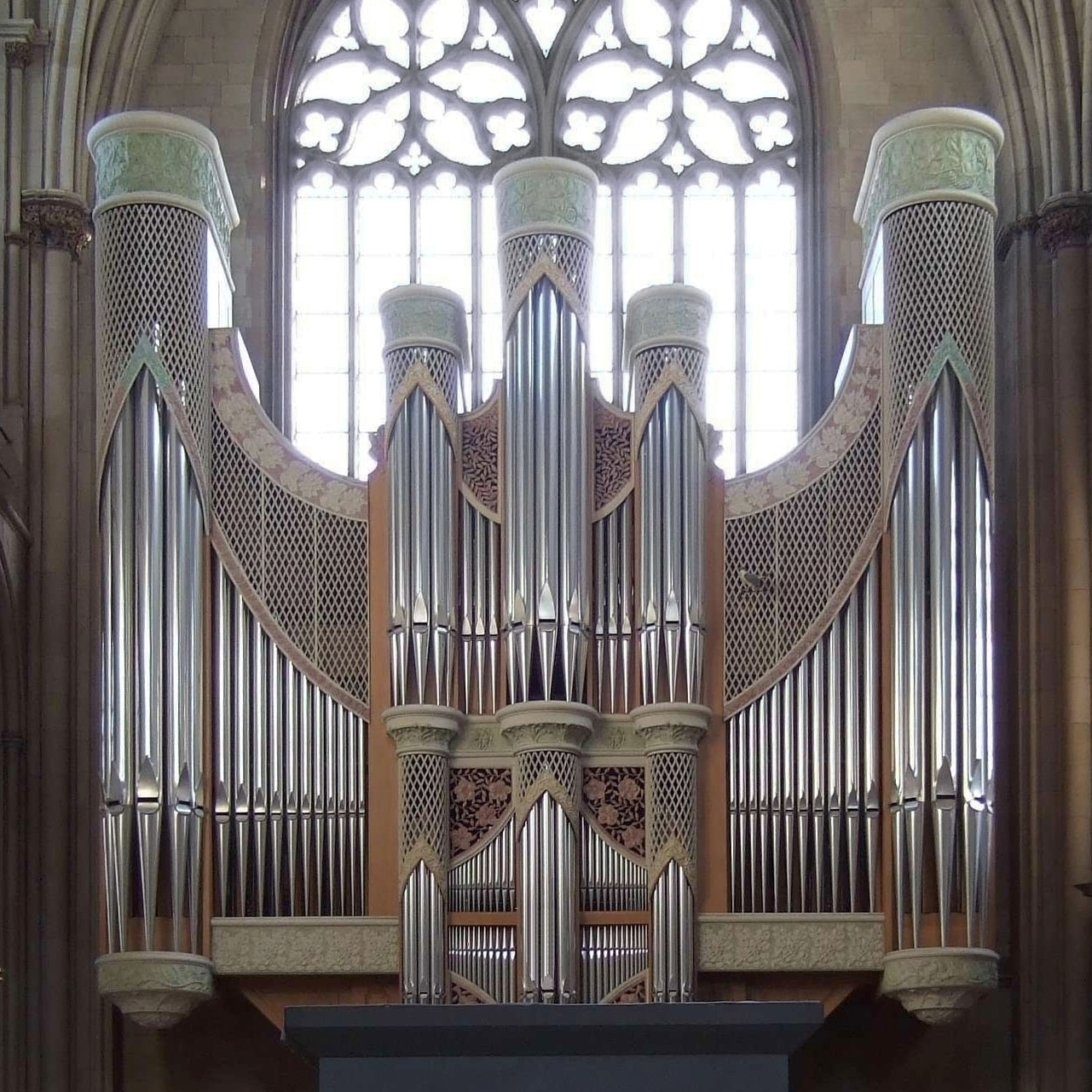
Orgă cu tuburi

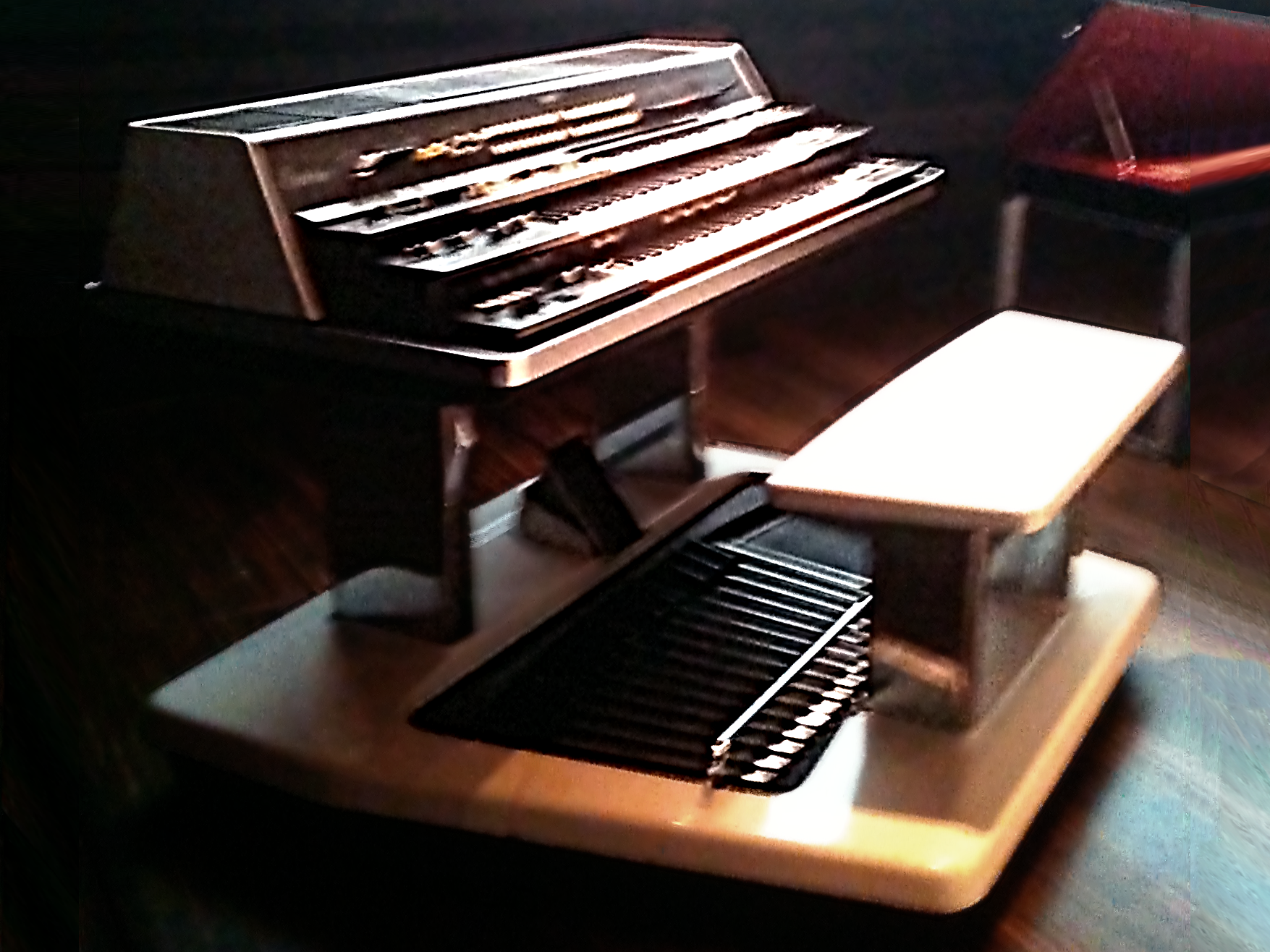
Orgă electronică

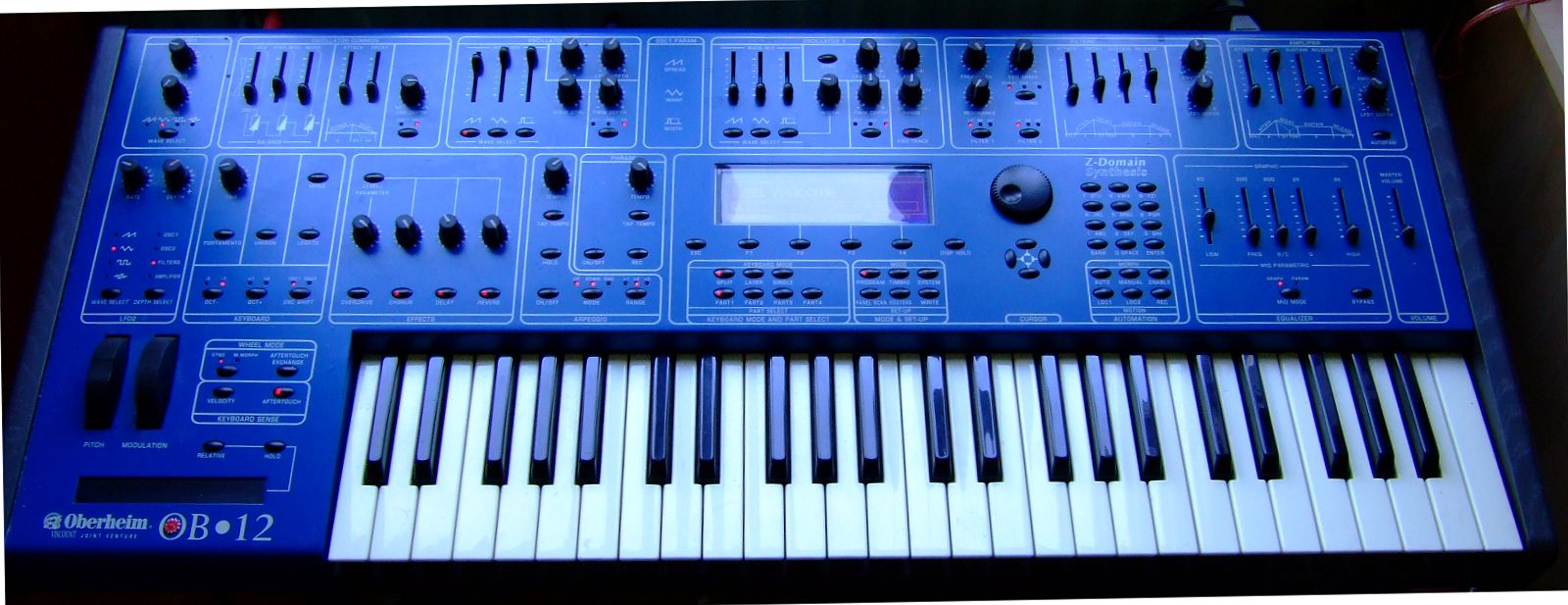
Sintetizator

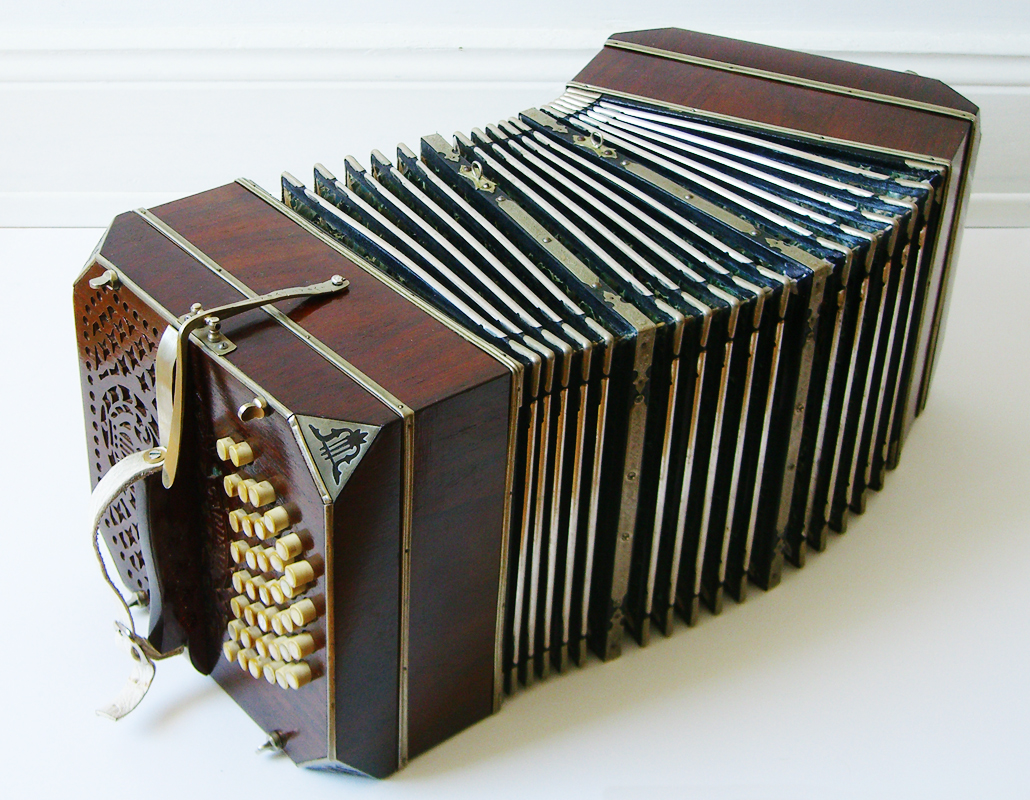
Bandoneon

## Listă de instrumente

### Cordofone
- Bowed clavier
- Clavicord
- Clavinet
- Pianet
- Harpsicord
  - Arhițambal
  - Lautenwerck
  - Spinet
  - Virginal
- Hurdy gurdy
  - Keyed fiddle
- Pian
  - Fortepiano
  - Tangent piano

### Aerofone
- Acordeon
- Calliope
- Claviola
- Harmonium
- Melodeon
- Melodica
- orga cu tuburi
- Regal

### Idiofone
- Carillon
- Celesta
- Dulcitone
- Pian electric
  - Wurlitzer electric piano
  - Rhodes piano
- Glasschord
- Keyboard glockenspiel

### Electrofone
- Pian digital
- Tastieră electronică
- Orgă electronică
- Pian electronic
- Keytar
- Mellotron
- Optigan
- Sintetizator